# Święty Roch
Święty Roch este o arie protejată (arie specială de conservare — SAC, sit de importanță comunitară — SCI) din Polonia întinsă pe o suprafață de 202,36 ha, integral pe uscat.

## Localizare
Centrul sitului Święty Roch este situat la coordonatele 50°32′13″N 23°11′04″E / 50.5369°N 23.1844°E.

## Înființare
Situl Święty Roch a fost declarat sit de importanță comunitară în aprilie 2004 pentru a proteja un număr necunoscut de specii din flora spontană și fauna sălbatică aflate în arealul zonei. Situl a fost protejat și ca arie specială de conservare în februarie 2017.

## Biodiversitate
Situată în ecoregiunea continentală, aria protejată conține 2 habitate naturale: Păduri de fag Asperulo-Fagetum, Păduri de brad Holy Cross (Abietetum polonicum).
La baza desemnării sitului se află un număr nedeclarat de specii protejate.